# Le Doulos
Pour plus de détails, voir Fiche technique et Distribution.
Le Doulos est un film français de Jean-Pierre Melville sorti en 1962.

## Résumé
Maurice Faugel a mal supporté son séjour en prison, durant lequel sa femme a été abattue. Par vengeance, il tue le receleur Gilbert Varnove avec sa propre arme, alors que celui-ci prépare des bijoux volés. Ce butin doit être remis à Nuttheccio et à Armand, dont l’arrivée provoque la fuite de Faugel, avec le revolver et le magot. Par précaution, il dissimule le tout dans un endroit désert, au pied d'un réverbère.
Le lendemain, Silien, son meilleur ami, lui apporte du matériel chez Thérèse, la logeuse et amie de Faugel, pour faire un cambriolage. Puis il va téléphoner à un de ses amis, l'inspecteur Salignari. Silien est mal vu dans le milieu, il a la réputation d’être un « doulos », c’est-à-dire un indicateur. Pendant le cambriolage d'un hôtel particulier par Faugel et son complice Rémy, Silien revient chez Thérèse, et la contraint à lui donner l’adresse où le « casse » doit avoir lieu, puis il la ligote et la bâillonne. À l'arrivée des policiers, Faugel et son complice prennent la fuite, des coups de feu éclatent, Rémy et Salignari sont tués, Faugel est touché d'une balle et s’évanouit.
Recueilli par un inconnu, qui reste dans l'ombre mais dont on pourra supposer ultérieurement qu'il s'agit de Silien, Faugel se réveille dans un lit, sans savoir qui l'a sauvé, tandis qu'un médecin extrait la balle. Se sentant traqué, il confie à son hôtesse un dessin qui représente la cache des bijoux et qu'elle doit donner à Jean, l'ami commun de Faugel et de Silien. Pendant ce temps, Thérèse est assassinée, le meurtre étant maquillé en accident de voiture. Faugel est arrêté par le commissaire principal Clain, avec l'aide de Silien, qu'il a obtenue en le menaçant de l'impliquer dans une affaire de drogue. Faugel est vainement interrogé par le commissaire Clain, qui l'inculpe du meurtre de Gilbert Varnove. Il se retrouve alors en prison, convaincu d'avoir été dénoncé par Silien. Se croyant perdu, Faugel promet les millions qu'il a enterrés à son camarade de cellule en échange du meurtre du doulos.
Mais Silien profite du séjour en prison de Faugel pour préparer une mise en scène qui innocente Faugel du meurtre de Varnove et laisse croire que Nuttheccio et Armand se sont entretués, à cause des bijoux qui réapparaissent opportunément. Faugel est alors remis en liberté et Silien lui raconte une version fort différente du déroulement apparent des faits : c'est Thérèse qui l'aurait dénoncé et Silien se serait chargé de le venger en son nom en éliminant Thérèse, qui a été tuée par Jean. Faugel accepte l'explication et, pris de remords, tente d’empêcher le meurtre de Silien par son ancien camarade de cellule. Par erreur, celui-ci tue Faugel, qui s'est rendu chez Silien. Puis ce dernier et le tueur s'entretuent, alors même que Jean, complice de Silien, est arrêté par la police qui a trouvé chez lui la preuve de son implication dans le meurtre de Thérèse. L’histoire se termine donc par l'élimination de tous les protagonistes.

## Fiche technique
- Titre : Le Doulos
- Réalisation : Jean-Pierre Melville
- Assistant réalisateur : Volker Schlöndorff et Charles Bitsch
- Scénario, adaptation et dialogues : J.-P. Melville, d'après le roman de Pierre Lesou paru aux éditions Gallimard
- Production : Carlo Ponti et Georges de Beauregard pour Rome-Paris Films et C.C Champion Films (Rome)
- Publicité de la production : Bertrand Tavernier
- Décors : Daniel Guéret, assisté de Donald Cardwell
- Images : Nicolas Hayer
- Opérateur : Henri Tiquet, assisté de André Dubreuil et Étienne Rosenfeld
- Musique : Paul Misraki, en collaboration avec Jacques Loussier (piano-bar), éditions Hortensia
- Direction d'orchestre : Jacques Météhen
- Montage : Monique Bonnot, assistée de Michèle Boëhm
- Son : Julien Coutellier, assisté de Revelli et Gaudelet
- Script-girl : Élisabeth Rappeneau
- Régisseur : Jean Pieuchot et Roger Scipion
- Ensemblier : Pierre Charron
- Photographe de plateau : Raymond Voinquel
- Distribution : Lux-Films- C.C.F
- Directeur de production : Jean-Pierre Melville
- Les bijoux sont de René Longuet
- Genre : policier
- Tournage dans les studios de la rue Jenner
- Budget : 2 113 000 FRF [1]
- Format : 35mm - Noir et blanc - 1,66:1 - Mono
- Tirage dans les laboratoires G.T.C de Joinville
- Durée : 104 minutes
- Sortie : 13 décembre 1962 (Italie), 8 février 1963 (France)
- Visa d'exploitation : 26.164
- Film interdit aux moins de 13 ans lors de sa sortie en salles en France, tous publics depuis 1983[1]

## Distribution
- Jean-Paul Belmondo : Silien
- Serge Reggiani : Maurice Faugel
- Jean Desailly : le commissaire Clain
- Fabienne Dali : Fabienne, la femme de Nuttheccio
- Michel Piccoli : Nuttheccio
- René Lefèvre : Gilbert Varnove
- Marcel Cuvelier : le premier inspecteur
- Jack Léonard : le deuxième inspecteur
- Aimé de March : Jean, un ami de Maurice
- Monique Hennessy : Thérèse Dalmain
- Philippe Nahon : Rémy, le complice de Maurice
- Jacques de Léon : Armand, le patron du Cotton Club
- Carl Studer : Kern
- Paulette Breil : Anita
- Daniel Crohem : l’inspecteur Salignari
- Charles Bouillaud : un barman du Cotton Club
- Dominique Zardi : un garde du corps de Nuttheccio
- Christian Lude : le docteur
- Robert Blome : un serveur
- Albert Daumergue : un serveur du Cotton Club
- Charles Bayard : le vieil homme violenté
- Georges Sellier : un barman
- Vladimir Andrès : le maître d'hôtel du Cotton Club
- Jacques Van Doren : un garde du corps de Nuttheccio

## Commentaires
- Le mot doulos, en argot, signifie « chapeau », et désigne aussi un indicateur. L’action du roman, dont le film est l’adaptation, se déroulait à Montmartre. Ce film se veut un hommage aux films noirs américains.

- Jean-Pierre Melville avait déjà dirigé Jean-Paul Belmondo dans Léon Morin, prêtre.

- Paulette Breil est une jeune comédienne tenant son premier rôle, celui d'Anita. Elle raconte aux techniciens qu'elle rêve de devenir costumière. Le courant passe immédiatement avec Jean-Paul Belmondo, lequel décide qu'elle deviendra sa costumière attitrée[2].